# Cantone di Vignory
Il Cantone di Vignory era una divisione amministrativa dell'Arrondissement di Chaumont.
A seguito della riforma approvata con decreto del 17 febbraio 2014, che ha avuto attuazione dopo le elezioni dipartimentali del 2015, è stato soppresso.

## Composizione
Comprendeva 16 comuni:
- Annéville-la-Prairie
- Bologne
- Daillancourt
- Froncles
- La Genevroye
- Guindrecourt-sur-Blaise
- Lamancine
- Marbéville
- Mirbel
- Ormoy-lès-Sexfontaines
- Oudincourt
- Soncourt-sur-Marne
- Viéville
- Vignory
- Vouécourt
- Vraincourt